# Двірники-Бджолярі
Дво́рники-Вчеларе (словац. Dvorníky-Včeláre) — село в окрузі Кошиці-околиця Кошицького краю Словаччини. Площа села 13,63 км². Станом на 31 грудня 2016 року в селі проживало 475 жителів. Протікає Болотяний потік.

## Історія
Перші згадки про село датуються 1314 роком.

## Населення
| Рік:            | 1994. | 2004.   | 2014.   | 2024.    |
| --------------- | ----- | ------- | ------- | -------- |
| Кількість осіб: | 427   | 438     | 474     | 543      |
| Різниця:        |       | +2,57 % | +8,21 % | +14,55 % |

| Рік:            | 2023. | 2024.   |
| --------------- | ----- | ------- |
| Кількість осіб: | 535   | 543     |
| Різниця:        |       | +1,49 % |